# Daniel Vázquez-Gulías
Daniel Vázquez-Gulías Martínez (Beariz, Orense; 30 de agosto de 1869 - La Coruña; 3 de febrero de 1937), fue un arquitecto español. 

## Biografía
Daniel Vázquez Martínez o Vázquez-Gulías Martínez era hijo del médico Francisco Javier Vázquez Gulías y de Dolores Martínez Blanco. El bachillerato lo cursa en La Guardia. Estudia en la Escuela Técnica Superior de Arquitectura de Madrid (ETSAM) entre 1889 y 1895 obteniendo el título de arquitecto el 13 de marzo de 1897. Ampliaría sus estudios en París, Viena y Berlín. En 1898 sustituye al arquitecto municipal de Orense José Antonio Queralt Rauret y al año siguiente accede al cargo de arquitecto diocesano y posteriormente, pasa a formar parte de los arquitectos de Hacienda. Viviría en Orense hasta 1924 y después de dejar el cargo de arquitecto municipal se trasladaría definitivamente a La Coruña. Uno de sus nueve hijos, Celso Vázquez Gulías, abogado, llegaría a ser alcalde de Orense.
Gusta definir su arquitectura desde un planteamiento teórico. Aunque puede considerarse un arquitecto modernista jugando con la plasticidad del hierro y la piedra y utilizando elementos decorativos basados en guirnaldas, plantas liliáceas, lotos y tulipanes, es al mismo tiempo un ecléctico que se mueve en función de las necesidades entre la innovación y el clasicismo o historicismo neomedieval. 
En el año 2019, se le dedica en Beariz una avenida a su nombre, reemplazando el nombre anterior, Avenida Carrero Blanco.

## Obras
En cuanto a arquitectura religiosa, entre sus obras principales se señalan: en 1899, recién nombrado arquitecto diocesano proyecta el templo parroquial de Santa María de Cortegada (Orense) de Baño de Miño; en 1902 el templo parroquial de Santa Cruz de Terroso (Orense) y el de Santo Tomé el Nuevo de Maside (éste en colaboración con Luis Bellido y González; en 1903 realiza reformas en el templo parroquial de San Munio de Veiga; en 1904 la reforma del templo parroquial de San Juan de Louredo (Orense) en el arciprestazgo de Pao; en 1905 el templo parroquial de Santiago de las Caldas y en 1909 proyecta el templo parroquial de Santa María de Baíste en el arciprestazgo de Avión.
Respecto a sus obras civiles destacan, sobre todo en la ciudad de Orense, por su contribución al urbanismo y la transformación de la ciudad, mediante los encargos, fundamentalmente, de una burguesía de la época necesitada de manifestar su capacidad económica, aunque muchos de los edificios han desaparecido: en 1909 proyecta el edificio para casa vivienda del comerciante Fermín García, en la Plaza de la Constitución, hoy Plaza Mayor, 5; en 1910 diseña la Casa de los Baños y el Hotel Barcelona; en 1912 proyecta un edificio de cuatro plantas en la calle Pereira hoy Avenida de Pontevedra números 11 y 13; en 1913, la emblemática Casa Junquera, de planteamiento historicista; en 1914 el edificio del Hotel Roma, considerado como una joya modernista; en 1917, con planteamientos cercanos al art nouveau belga diseña el edificio para viviendas de la Plaza de las Mercedes y lo mismo en 1918 con el situado en la actual calle del Progreso. 
En Verín diseñó igualmente varios edificios de características modernistas. 
También proyectó el panteón familiar construido en el cementerio de San Francisco en Orense, donde descansan sus restos mortales, así como el mausoleo de Ruperto García, situado en el mismo cementerio.

## Aficiones
Este arquitecto polifacético, se interesó por la fabricación del champagne en su tierra, utilizando las uvas de sus viñedos de Razamonde y aprovechando unos contactos que había tenido con un champanero durante su estancia en París. Logró sacar su primera producción en 1921 y él mismo diseñó la etiqueta de su "Gran Champagne Gulías".